# Milan Ogrizović
Milan Ogrizović (Senj, 11. veljače 1877. – Zagreb, 25. kolovoza 1923.), bio je hrvatski književnik i političar (Čista stranka prava). Bio je profesor, djelovao je kao lektor i dramaturg u Hrvatskom narodnom kazalištu u Zagrebu. Jednim je od najizvođenijih hrvatskih dramatičara.

## Životopis
Milan Ogrizović rodio se je 1877. godine u Senju kao treći sin (posmrče) u obitelji Ilije Ogrizovića, poštanskoga službenika, i majke Franjke rođ. Krišković. U Zavalju, blizu Bihaća, proveo je djetinjstvo kod ujaka, koji je bio župnikom i koji ga je preobratio s pravoslavne na katoličku vjeru. Klasičnu je gimnaziju završio u Gospiću.
Završio je studij matematike i klasične filologije 1901. godine na Filozofskom fakultetu u Zagrebu. Predavao je na Klasičnoj gimnaziji u Zagrebu od 1900. do 1906. godine. Godine 1904. na Filozofskom fakultetu u Zagrebu doktorirao je s temom iz filologije.
Pisao je pjesme, novele, crtice, operne librete, ali je ponajprije dramski pisac. Po romanu Eugen Kumičića Kraljica Lepa: ili propast kraljeva hrvatske krvi napisao je zajedno s Marijom Kumičić, 1905. godine, dramatizaciju Propast kraljeva hrvatske krvi: historijska drama u pet činova. Praizvedba predstave bila je 16. veljače 1905. godine u zagrebačkome HNK.
Godine 1908. postao je narodnim zastupnikom kao kandidat na listi Čiste stranke prava.
Do Prvoga svjetskog rata bio je lektor i dramaturg u Hrvatskom zemaljskom kazalištu, a poslije profesor u zagrebačkoj Glumačkoj školi. Pisao je pjesme i satire, a najpoznatije su njegove drame Dah, Hasanaginica i Prokletstvo. Povremeno se bavio glazbenom kritikom, a posebnu pozornost posvećivao je operi te je pisao libreta za njih. Autor je tragičnoga igrokaza Nepoznati o životu Vatroslava Lisinskog.
Baveći se sporadično i književnom kritikom, Ogrizović je najavio dva najveća hrvatska pisca svojega doba: Antuna Gustava Matoša i Miroslava Krležu.
Njegov sin bio je profesor Bogdan Ogrizović.

## Djela
Nepotpun popis:
- Kako je Emerik Pavić preveo Kačićev Razgovor ugodni, Tisak Kr. zemaljske tiskare, Zagreb, 1904.
- Slava njima!: dramatska ilustracija Bukovčeve zavjese s prologom u slavu 10-godišnjice otvorenja nove kazališne zgrade i s pjevanjem / složio Milan Ogrizović, Dionička tiskara, Zagreb, 1905.
- Prokletstvo: drama u četiri čina, Tiskara i litografija C. Albrechta (Maravić i Dečak), Zagreb, 1907. (suautor Andrija Milčinović)
- Godina ljubavi, Izdanje i naklada Moderne biblioteke, Zagreb, 1909.
- Kod "Sedmerice", Pučka tiskara (E. Demetrović i dr.), Zagreb, 1909.
- Hasanaginica: drama u tri čina, Matica hrvatska, Zagreb, 1909. (2. izd. 2010., 3. izd. Tisak i naklada knjižare L. Hartmana (St. Kugli), Zagreb, [1915?], 4. izd. Tisak i naklada Knjižare St. Kugli, Zagreb, [1925?])
- Pedeset godina Hrvatskoga kazališta: (1860-1910), Uprava Kr. hrv. zem. kazališta, Zagreb, 1910.
- Govor narodnog zastupnika otočkoga kotara dra. Milana Ogrizovića o izgradnji ličke željeznice: izrečen kao interpelacija u hrvatskom saboru dne 6. travnja 1910., Tiskom Prve hrvatske radničke tiskare, Zagreb, 1910.
- Pripovijesti, Humoristička knjižnica, Zagreb, [1910?]
- Van s tudjincima!: (24. studenoga 1860): slika iz prošlosti hrvat. kazališta u jednom činu, Dionička tiskara, Zagreb, 1910.
- Banović Strahinja: drama u tri čina, Dramatska djela Milana Ogrizovića, knj. 1, vlast. naklada, Zagreb, 1913.[7]
- Vučina: drama u tri čina, Tisak i naklada St. Kugli, Zagreb, 1921.
- U Bečkom Novom Mjestu: (1671-1921): epilog Zrinsko-Frankopanskoj tragediji u jednom činu / za 250. obljetnicu Zrinsko-Frankopanske pogibije napisao Milan Ogrizović, Matica hrvatska, Zagreb, 1921.
- Slava Augustu Šenoi: (1881-1921): spomen-spis o četrdesetgodišnjici njegove smrti, Naklada knjižare St. Kugli, Zagreb, 1922.
- Hasanaginica: muzička drama u tri čina, St. Kugli, Zagreb, 1924.
- Stari plamen: roman iz hrvatskog života, Nakladom Tiskare Merkur, [19--?] (suautor Zyr Vukelić)[8]

## Nagrade
- 1909.: Nagrada "Dimitrije Demetar", za dramu Hasanaginica: drama u tri čina.

## Vanjske poveznice
- Slava njima!: dramatska ilustracija Bukovčeve zavjese s prologom u slavu 10-godišnjice otvorenja nove kazališne zgrade i s pjevanjem / složio Milan Ogrizović,